# Karl Stommel

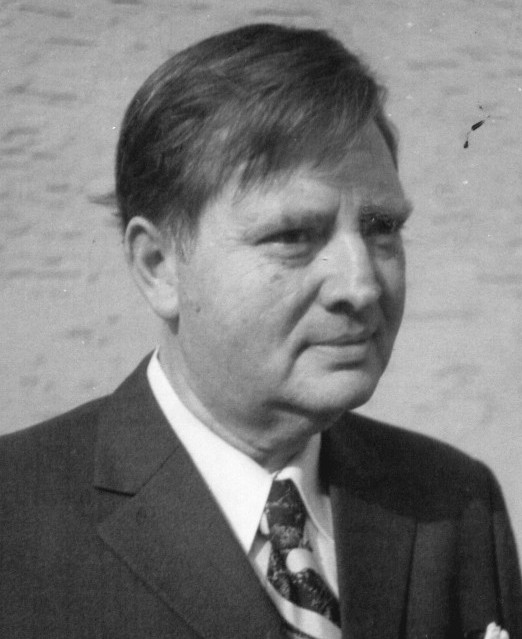
Karl Stommel im Jahr 1973

Karl Stommel (* 22. Juli 1922 in Marienfeld; † 24. Dezember 1989 in Lechenich) war ein deutscher Lehrer und Historiker, dessen Forschungsschwerpunkt in der rheinischen Landesgeschichte lag.

## Leben

### Studium
Karl Stommel studierte an der Universität Bonn Geschichte, Geographie und Deutsch für das Lehramt an Höheren Schulen. Er wurde 1949 bei Max Braubach mit einer Arbeit zum Thema Sozialistisch-kommunistische Bewegungen im Rheinland vor der Revolution 1848/49 promoviert.  Sein erstes und zweites Staatsexamen legte er 1951 und 1953 in Bonn ab.

### Berufsleben
Nach der Referendarzeit wurde er 1953 an die Höhere Schule in Lechenich, seit 1962 Progymnasium (5. bis 10. Klasse), versetzt.
Seit 1967 leitete er das Progymnasium und seit 1968 das zum Vollgymnasium ausgebaute (erstes Abitur 1971) Städtische Gymnasium als mathematisch-naturwissenschaftliches Gymnasium mit neusprachlichem Zweig, das unter seiner Leitung zum mehrzügigen Gymnasium  mit differenzierter Oberstufe (seit 1973) ausgebaut wurde. Dabei war er neuen pädagogischen Ideen gegenüber aufgeschlossen. Schon 1967 wurde eine Schülermitverwaltung (heute Schülervertretung SV) aufgebaut, eine der ersten in NRW. Neben dem üblichen Unterrichtsangebot bot seine Schule zusätzliche zukunftsorientierte Projekte an wie Informatik und Unterricht in Arabisch und Russisch mit kulturellen Begegnungen und Austauschbeziehungen. 1982 wurde er aus Gesundheitsgründen vorzeitig pensioniert.

### Gesellschaftliches Engagement
Neben seiner Arbeit als Pädagoge setzte er sich für die Bürger ein. 1963 übernahm er die Leitung und den Aufbau des Lechenicher Volksbildungswerkes, einem Vorläufer der Volkshochschule, das in dieser Form bis 1969 bestand. Auf seine Initiative wurde 1973 die Stadtbücherei im Schulzentrum eingerichtet.

### Forschung
Auf Anregung seines Doktorvaters Max Braubach lag der Schwerpunkt seiner historischen Arbeit in den Jahren von 1958 bis 1961 in der wissenschaftlichen Erforschung der Geschichte Lechenichs und der Bedeutung Lechenichs in der Politik Kurkölns sowie der Entstehung des Amtes Lechenich beim Ausbau der Territorialherrschaft der Kölner Erzbischöfe.
Nach der Pensionierung intensivierte er seine historische Forschung. Die bedeutendste Arbeit dieser Zeit war die in jahrelanger Recherche entstandene Biographie des im 17. Jahrhundert lebenden Adeligen Johann Adolf Wolff genannt Metternich zur Gracht aus dem Geschlecht der Wolff-Metternich. Gemeinsam mit seiner Frau Hanna Stommel (1927–2021) bearbeitete er eine fünfbändige Sammlung von Quellen zur Geschichte der Stadt Erftstadt, die nach seinem Tode in den Jahren 1990 bis 1998 erschien.
Maßgeblich beteiligt war Karl Stommel auch an den von der Bürgergesellschaft ausgerichteten Ausstellungen im Pfarrzentrum St. Kilian: einer historischen Dokumentation zur Geschichte der Orte Erftstadts, 1979, und der Ausstellung Kostbarkeiten aus den Kirchen Erftstadts, 1985, beide mit einem von ihm zusammengestellten Katalog.

## Auszeichnungen

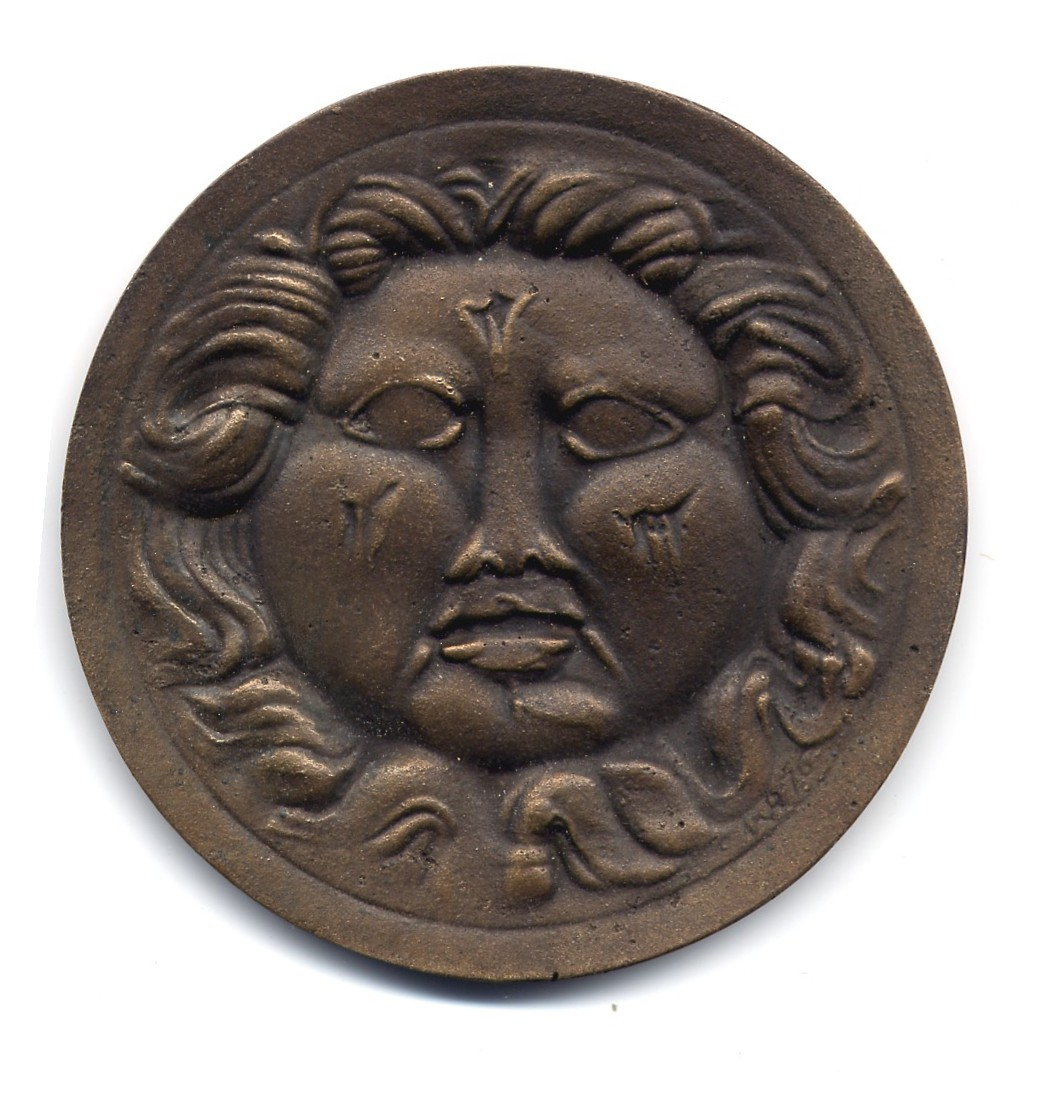
Rheinlandtaler

- Berufung als Mitglied der „Gesellschaft für Rheinische Geschichtskunde“ (1962)
- Verleihung des Rheinlandtalers (1982)
- Verleihung der Carl-Schurz-Medaille der Stadt Erftstadt (1983)

## Veröffentlichungen
- Sozialistisch-kommunistische Bewegungen im Rheinland vor der Revolution 1848/49. Bonn 1949 (Dissertation)
- Geschichte der kurkölnischen Stadt Lechenich. Herausgegeben vom Verein der Geschichts- u. Heimatfreunde des Kreises Euskirchen e. V., 1960.
- Das kurkölnische Amt Lechenich, seine Entstehung und seine Organisation. Herausgegeben vom Verein der Geschichts- u. Heimatfreunde des Kreises Euskirchen e. V., 1961.
- Der Armenarzt Dr. Andreas Gottschalk – der erste Kölner Arbeiterführer 1848. Annalen des Historischen Vereins für den Niederrhein. Schwann Verlag Düsseldorf 1964.
- Lechenich, Amt und Stadt. (Bildband) Herausgegeben von der Amtsverwaltung Lechenich 1966.
- Entstehung und Entwicklung des Kreises Euskirchen. Euskirchener Heimatkalender 1966.
- Erftstadt : die heutigen Stadtteile im Wandel der Zeiten; eine Bilddokumentation. Herausgegeben von der Bürgergesellschaft e. V., Lechenich 1977, 1982 (2. Aufl.)
- Die Juden in den Orten der heutigen Stadt Erftstadt. Kulturamt der Stadt Erftstadt 1983.
- Johann Adolf Freiherr Wolff genannt Metternich zur Gracht: vom Landritter zum Landhofmeister. Rheinland-Verlag, Pulheim und Habelt-Verlag, Bonn 1986. ISBN 3-7927-0919-8
- Der Kölner Armenarzt Dr. Andreas Gottschalk. Kurzbiografie. Rheinische Lebensbilder 1988.
- Die Franziskaner in Lechenich in: H. Weingarten (Hrsg.): Klöster und Stifte im Erftkreis.
- Frauenthal – vom Zisterzienserinnenkloster zum Marienhospital in: H. Weingarten (Hrsg.): Klöster und Stifte im Erftkreis. Rheinland-Verlag, Pulheim-Brauweiler 1988. ISBN 3-7927-1044-7
- Die französischen Einwohnerlisten aus Erftstadt 1798 bis 1801. Kulturamt Erftstadt 1989.
- Quellen zur Geschichte der Stadt Erftstadt. gemeinsam mit Hanna Stommel. 5 Bände, herausgegeben vom Kulturamt der Stadt Erftstadt 1990-1998.

| Personendaten    | Personendaten                   |
| ---------------- | ------------------------------- |
| NAME             | Stommel, Karl                   |
| KURZBESCHREIBUNG | deutscher Lehrer und Historiker |
| GEBURTSDATUM     | 22. Juli 1922                   |
| GEBURTSORT       | Marienfeld                      |
| STERBEDATUM      | 24. Dezember 1989               |
| STERBEORT        | Lechenich                       |